# Ducula forsteni
Pombo-imperial-de-barriga-branca (Ducula forsteni) é uma espécie de ave da família Columbidae.
É endémica da Indonésia.
Os seus habitats naturais são: florestas subtropicais ou tropicais húmidas de baixa altitude e regiões subtropicais ou tropicais húmidas de alta altitude.